# Acide thioglycolique
L’acide thioglycolique (TGA, abréviation de Thioglycolic Acid) est un composé organique comportant un groupement thiol, développé pour la première fois au début des années 1940 comme composant actif des permanentes à froid et des produits dépilatoires, à la suite des travaux du physiologiste David R. Goddard (en). Le TGA a très rapidement trouvé une autre utilisation majeure, comme matériau brut principal de la fabrication des stabilisants organostanniques du PVC. D’autres applications suivirent rapidement, pour les industries pharmaceutiques, agrochimiques, de traitement du cuir et des produits pétrochimiques. Le TGA est toujours utilisé dans les cosmétiques, notamment pour les produits dépilatoires (C'est le principe actif des crèmes dépilatoires) et le défrisage des cheveux. Le TGA peut aussi être employé comme agent hydrosoluble de transfert de chaîne pour certains polymères acryliques. Dans le secteur pétrolier, ses propriétés anticorrosion sont particulièrement utiles dans les applications de forage.